# Колдуэлл, Гэри
Гэ́ри Ро́берт Ко́лдуэлл (англ. Gary Robert Caldwell; 12 апреля 1982, Стерлинг, Шотландия) — шотландский футболист, тренер. Выступал на позиции защитника.
Колдуэлл — универсальный футболист, который был способен сыграть помимо своего обычного амплуа центрального защитника и на правом фланге обороны, и опорным полузащитником.

## Клубная карьера

### «Ньюкасл Юнайтед»
Колдуэлл начал свою карьеру в молодёжном клубе шотландского «Селтика» — «Селтик Бойз Клаб». В 2001 году в возрасте 16 лет Гэри вместе со своим старшим братом Стивеном отправился в Англию, где стал играть за второй состав «Ньюкасл Юнайтед». Пробиться в основную команду «сорок» Колдуэлл не смог, проведя следующие три года в арендах в таких клубах, как «Дарлингтон», «Хиберниан», «Ковентри Сити» и «Дерби Каунти».

### «Хиберниан»
В середине сезона 2003/04 «Ньюкасл» отпустил Гэри, и он стал свободным агентом. Практически сразу Колдуэлл подписал краткосрочный контракт до конца текущего шотландского первенства с «Хибернианом», с которым он дошёл до финала Кубка лиги того года, где «Хибс» однако уступили «Ливингстону».
Летом 2004 года Гэри был на просмотре в нидерландском «Витессе», но не подошёл «жёлто-чёрным». Спустя некоторое время «Хиберниан» предложил игроку контракт о дальнейшем сотрудничестве сроком на два года, который Колдуэлл подписал.
В начале 2006 года в шотландской прессе появились сообщения о том, что Гэри подписал предварительный контракт с глазговским «Селтиком», согласно которому уже летом того же года он покинет Эдинбург. Эти слухи породили в среде фанатов «Хибс» массовое недовольство, и на ближайшем матче своей команды с «Абердином» они освистали Колдуэлла. 20 января 2006 года главный тренер «кельтов» Гордон Стракан подтвердил сделку с защитником.

### «Селтик»
Колдуэлл присоединился к «кельтам» летом 2006 года, и за время пребывания в Глазго он помог своей команде выиграть два чемпионских титула, а также по разу завладеть Кубком страны и Кубком лиги. Тем не менее фанатам «Селтика» Гэри вначале не полюбился — они постоянно искали причины покритиковать его. В более поздних интервью Колдуэлл признал эту критику обоснованной, объясняя свою неудачную игру в первом сезоне травмой и, как следствие, постоянной плохой формой. В этом же году он подвергся обструкции со стороны футбольной общественности, когда в матче с «Килмарноком» в жёстком столкновении с нападающим соперников Давидом Фернандесом нанёс испанцу тяжелейшую травму — разрыв крестообразных связок. После игры Колдуэлл принёс Фернандесу извинения, сказав, что в его действиях не было злого умысла.
Этим поступком и своей самоотверженной игрой Гэри завоевал любовь и уважение болельщиков «Селтика». По итогам сезона 2008/09 он был назван «Игроком года по версии журналистов». После награждения Колдуэлл рассказал, что добился большого прогресса за год, но он не собирается останавливаться на достигнутом.
В течение первой половины сезона 2009/10 Гэри вёл с руководством «Селтика» переговоры о продлении своего контракта с клубом. Стороны долго не могли сойтись в условиях. В одном из интервью Гэри заявил: «Руководство, наверное, шутит, если думает, что я останусь в Глазго на таких условиях». Новый тренер «Селтика», Тони Моубрей, работавший с Колдуэллом ещё в «Хиберниане», заявил, что он посоветовал совету директоров клуба не соглашаться на условия игрока — это означало, что футболист скоро покинет команду. Вскоре после этого Гордон Стракан, в это время уже тренирующий «Мидлсбро», попытался заполучить в ряды «Боро» Гэри и другого футболиста «кельтов», Барри Робсона, однако сумел добиться перехода лишь последнего.
Последний матч в футболке «бело-зелёных» Колдуэлл сыграл 3 января 2010 года — это была игра дерби «Old Firm» с «Рейнджерс». Именно Гэри проиграл верховую борьбу Ли Маккаллоху, позволив последнему сравнять счёт в поединке.

### «Уиган Атлетик»
13 января 2010 года Колдуэлл подписал контракт сроком на четыре с половиной года с английским клубом «Уиган». Сумма отступных, заплаченная «Атлетик» за шотландца, составила один миллион фунтов. Дебют Гэри в составе своего нового клуба состоялся уже через три дня, 16 января, в матче «Атлетик» с «Вулверхэмптоном». 27 января, поразив ворота «Блэкберн Роверс», Гэри открыл свой счёт голам за «Уиган». Второй мяч в составе «Латикс» Колдуэлл забил 16 марта 2010 года в матче 21-го тура чемпионата Англии, когда его команда проиграла «Астон Вилле» 1:2. 29 марта этого же года Гэри был впервые за своё пребывание в «Атлетик» удалён с поля — произошло это в матче с «Манчестер Сити», в итоге «Уиган» уступил манкунианцам 0:3. 9 мая того же года, в последнем туре сезона 2009/10 Колдуэлл вновь был «удостоен» красной карточки — в тот день клуб шотландца был разгромлен лондонским «Челси» — 0:8.
Перед началом футбольного года 2010/11 Гэри был избран капитаном «Уигана», а по итогам сезона был признан «Игроком года» в клубе. В июле 2014 года Колдуэлл переподписал контракт с «Уиганом», но уже в феврале 2015 года завершил карьеру из-за постоянных травм колена.

## Тренерская карьера
Закончив играть за «Уиган», Колдуэлл вошёл в тренерский штаб команды, а в апреле 2015 года стал новым главным тренером команды. Его «Уиган» по итогам сезона 2014/15 вылетел из Чемпионшипа в Первую лигу.

### Клубная статистика
| Клуб                     | Сезон                    | Чемпионат | Чемпионат | Кубок | Кубок | Кубок Лиги | Кубок Лиги | Еврокубки | Еврокубки | Итого | Итого |
| Клуб                     | Сезон                    | Игры      | Голы      | Игры  | Голы  | Игры       | Голы       | Игры      | Голы      | Игры  | Голы  |
| ------------------------ | ------------------------ | --------- | --------- | ----- | ----- | ---------- | ---------- | --------- | --------- | ----- | ----- |
| Дарлингтон               | 2001/02                  | 4         | 0         | —     | —     | —          | —          | —         | —         | 4     | 0     |
| Всего за «Дарлингтон»    | Всего за «Дарлингтон»    | 4         | 0         | 0     | 0     | 0          | 0          | 0         | 0         | 4     | 0     |
| Хиберниан                | 2001/02                  | 11        | 0         | —     | —     | 1          | 0          | —         | —         | 12    | 0     |
| Хиберниан                | 2003/04                  | 17        | 1         | —     | —     | 2          | 0          | —         | —         | 19    | 1     |
| Хиберниан                | 2004/05                  | 37        | 3         | 4     | 1     | 3          | 0          | 1         | 0         | 45    | 4     |
| Хиберниан                | 2005/06                  | 34        | 1         | 4     | 1     | 1          | 0          | 2         | 0         | 41    | 2     |
| Всего за «Хиберниан»     | Всего за «Хиберниан»     | 99        | 5         | 8     | 2     | 7          | 0          | 3         | 0         | 117   | 7     |
| Ковентри Сити            | 2002/03                  | 36        | 0         | 2     | 0     | 3          | 0          | —         | —         | 41    | 0     |
| Всего за «Ковентри Сити» | Всего за «Ковентри Сити» | 36        | 0         | 2     | 0     | 3          | 0          | 0         | 0         | 41    | 0     |
| Дерби Каунти             | 2003/04                  | 9         | 0         | —     | —     | 1          | 0          | —         | —         | 10    | 0     |
| Всего за «Дерби Каунти»  | Всего за «Дерби Каунти»  | 9         | 0         | 0     | 0     | 1          | 0          | 0         | 0         | 10    | 0     |
| Селтик                   | 2006/07                  | 21        | 0         | 2     | 0     | 1          | 0          | 4         | 0         | 28    | 0     |
| Селтик                   | 2007/08                  | 35        | 1         | 4     | 1     | 2          | 0          | 10        | 0         | 51    | 2     |
| Селтик                   | 2008/09                  | 36        | 3         | 2     | 1     | 3          | 0          | 6         | 0         | 47    | 4     |
| Селтик                   | 2009/10                  | 14        | 1         | —     | —     | 2          | 0          | 9         | 0         | 25    | 1     |
| Всего за «Селтик»        | Всего за «Селтик»        | 106       | 5         | 8     | 2     | 8          | 0          | 29        | 0         | 151   | 7     |
| Уиган Атлетик            | 2009/10                  | 16        | 2         | 1     | 0     | —          | —          | —         | —         | 17    | 2     |
| Уиган Атлетик            | 2010/11                  | 23        | 0         | 2     | 0     | 1          | 0          | —         | —         | 26    | 0     |
| Уиган Атлетик            | 2011/12                  | 36        | 3         | 1     | 0     | —          | —          | —         | —         | 37    | 3     |
| Уиган Атлетик            | 2012/13                  | 25        | 1         | —     | —     | 1          | 0          | —         | —         | 26    | 1     |
| Уиган Атлетик            | 2013/14                  | 2         | 0         | 1     | 0     | —          | —          | —         | —         | 3     | 0     |
| Всего за «Уиган Атлетик» | Всего за «Уиган Атлетик» | 102       | 6         | 5     | 0     | 2          | 0          | 0         | 0         | 109   | 6     |
| Всего за карьеру         | Всего за карьеру         | 356       | 16        | 24    | 4     | 20         | 0          | 32        | 0         | 432   | 20    |

## Сборная Шотландии
Дебют Колдуэлла в национальной сборной Шотландии состоялся 27 марта 2002 года, когда «тартановая армия» уступила в гостевом товарищеском матче Франции 0:5. Свой первый гол за британцев Гэри забил сборной Тринидада и Тобаго 30 мая 2004 года. Второй мяч за карьеру в сборной Колдуэлл провёл в ворота всё тех же французов — произошло это 7 октября 2006 года в игре, которая проходила в рамках отборочного турнира к чемпионату Европы 2008. Благодаря этому мячу шотландцы победили 1:0. На настоящий момент Колдуэлл сыграл за «тартановую армию» 55 матчей, забив два гола.

### Матчи и голы за сборную Шотландии
| №  | Дата             | Место                                                           | Оппонент          | Счёт | Голы Колдуэлла | Соревнование                                      |
| 1  | 27 марта 2002    | «Стад де Франс», Сен-Дени, Франция                              | Франция           | 0:5  | —              | Товарищеский матч                                 |
| 2  | 17 апреля 2002   | «Питтодри», Абердин, Шотландия                                  | Нигерия           | 1:2  | —              | Товарищеский матч                                 |
| 3  | 16 мая 2002      | «Асиад», Пусан, Южная Корея                                     | Южная Корея       | 1:4  | —              | Товарищеский матч                                 |
| 4  | 20 мая 2002      | «Гонконг», Гонконг                                              | Южная Африка      | 0:2  | —              | Reunification Cup                                 |
| 5  | 31 марта 2004    | «Хэмпден Парк», Глазго, Шотландия                               | Румыния           | 1:2  | —              | Товарищеский матч                                 |
| 6  | 28 апреля 2004   | «Паркен», Копенгаген, Дания                                     | Дания             | 0:1  | —              | Товарищеский матч                                 |
| 7  | 27 мая 2004      | «А. Ле Кок Арена», Таллин, Эстония                              | Эстония           | 1:0  | —              | Товарищеский матч                                 |
| 8  | 30 мая 2004      | «Истер Роуд», Эдинбург, Шотландия                               | Тринидад и Тобаго | 4:1  | 1              | Товарищеский матч                                 |
| 9  | 18 августа 2004  | «Хэмпден Парк», Глазго, Шотландия                               | Венгрия           | 0:3  | —              | Товарищеский матч                                 |
| 10 | 3 сентября 2004  | «Сьюдад де Валенсия», Валенсия, Испания                         | Испания           | 1:1  | —              | Товарищеский матч                                 |
| 11 | 8 сентября 2004  | «Хэмпден Парк», Глазго, Шотландия                               | Словения          | 0:0  | —              | Отборочный матч чемпионата мира по футболу 2006   |
| 12 | 9 октября 2004   | «Хэмпден Парк», Глазго, Шотландия                               | Норвегия          | 0:1  | —              | Отборочный матч чемпионата мира по футболу 2006   |
| 13 | 13 октября 2004  | Республиканский стадион, Кишинёв, Молдова                       | Молдова           | 1:1  | —              | Отборочный матч чемпионата мира по футболу 2006   |
| 14 | 26 марта 2005    | «Джузеппе Меацца», Милан, Италия                                | Италия            | 0:2  | —              | Отборочный матч чемпионата мира по футболу 2006   |
| 15 | 8 июня 2005      | «Динамо», Минск, Беларусь                                       | Беларусь          | 0:0  | —              | Отборочный матч чемпионата мира по футболу 2006   |
| 16 | 12 октября 2005  | «Арена Петроль», Целе, Словения                                 | Словения          | 3:0  | —              | Отборочный матч чемпионата мира по футболу 2006   |
| 17 | 12 ноября 2005   | «Хэмпден Парк», Глазго, Шотландия                               | США               | 1:1  | —              | Товарищеский матч                                 |
| 18 | 1 марта 2006     | «Хэмпден Парк», Глазго, Шотландия                               | Швейцария         | 1:3  | —              | Товарищеский матч                                 |
| 19 | 11 мая 2006      | «Винг Кобе», Кобе, Япония                                       | Болгария          | 5:1  | —              | Kirin Cup                                         |
| 20 | 13 мая 2006      | «Саитама-2002», Сайтама, Япония                                 | Япония            | 0:0  | —              | Kirin Cup                                         |
| 21 | 6 сентября 2006  | Стадион имени С. Дарюса и С. Гиренаса, Каунас, Литва            | Литва             | 2:1  | —              | Отборочный матч чемпионата Европы по футболу 2008 |
| 22 | 7 октября 2006   | «Хэмпден Парк», Глазго, Шотландия                               | Франция           | 1:0  | 1              | Отборочный матч чемпионата Европы по футболу 2008 |
| 23 | 11 октября 2006  | Олимпийский стадион, Киев, Украина                              | Украина           | 0:2  | —              | Отборочный матч чемпионата Европы по футболу 2008 |
| 24 | 30 мая 2007      | «Герхард Ханаппи», Вена, Австрия                                | Австрия           | 1:0  | —              | Товарищеский матч                                 |
| 25 | 22 августа 2007  | «Питтодри», Абердин, Шотландия                                  | ЮАР               | 1:0  | —              | Товарищеский матч                                 |
| 26 | 26 марта 2008    | «Хэмпден Парк», Глазго, Шотландия                               | Хорватия          | 1:1  | —              | Товарищеский матч                                 |
| 27 | 30 мая 2008      | «AXA Арена», Прага, Чехия                                       | Чехия             | 1:3  | —              | Товарищеский матч                                 |
| 28 | 6 сентября 2008  | Национальный стадион Филиппа II Македонского, Скопье, Македония | Македония         | 0:1  | —              | Отборочный матч чемпионата мира по футболу 2010   |
| 29 | 10 сентября 2008 | «Лаугардалсвёллур», Рейкьявик, Исландия                         | Исландия          | 2:1  | —              | Отборочный матч чемпионата мира по футболу 2010   |
| 30 | 11 октября 2008  | «Хэмпден Парк», Глазго, Шотландия                               | Норвегия          | 0:0  | —              | Отборочный матч чемпионата мира по футболу 2010   |
| 31 | 19 ноября 2008   | «Хэмпден Парк», Глазго, Шотландия                               | Аргентина         | 0:1  | —              | Товарищеский матч                                 |
| 32 | 28 марта 2009    | «Амстердам АренА», Амстердам, Голландия                         | Голландия         | 0:3  | —              | Отборочный матч чемпионата мира по футболу 2010   |
| 33 | 1 апреля 2009    | «Хэмпден Парк», Глазго, Шотландия                               | Исландия          | 2:1  | —              | Отборочный матч чемпионата мира по футболу 2010   |
| 34 | 12 августа 2009  | «Уллевол», Осло, Норвегия                                       | Норвегия          | 0:4  | —              | Отборочный матч чемпионата мира по футболу 2010   |
| 35 | 10 октября 2009  | «Ниссан Стадиум», Йокогама, Япония                              | Япония            | 0-2  | —              | Товарищеский матч                                 |
| 36 | 14 ноября 2009   | «Кардифф Сити», Кардифф, Уэльс                                  | Уэльс             | 0-3  | —              | Товарищеский матч                                 |
| 37 | 3 марта 2010     | «Хэмпден Парк», Глазго, Шотландия                               | Чехия             | 1:0  | —              | Товарищеский матч                                 |
| 38 | 8 октября 2010   | «Синот Тип Арена», Прага, Чехия                                 | Чехия             | 0:1  | —              | Отборочный матч чемпионата Европы по футболу 2012 |
| 39 | 27 марта 2011    | «Эмирейтс», Лондон, Англия                                      | Бразилия          | 0:2  | —              | Товарищеский матч                                 |
| 40 | 25 мая 2011      | «Авива», Дублин, Ирландия                                       | Уэльс             | 3:1  | —              | Кубок наций 2011                                  |
| 41 | 10 августа 2011  | «Хэмпден Парк», Глазго, Шотландия                               | Дания             | 2:1  | —              | Товарищеский матч                                 |
| 42 | 3 сентября 2011  | «Хэмпден Парк», Глазго, Шотландия                               | Чехия             | 2:2  | —              | Отборочный матч чемпионата Европы по футболу 2012 |
| 43 | 6 сентября 2011  | «Хэмпден Парк», Глазго, Шотландия                               | Литва             | 1:0  | —              | Отборочный матч чемпионата Европы по футболу 2012 |
| 44 | 8 октября 2011   | «Райнпарк Штадион», Вадуц, Лихтенштейн                          | Лихтенштейн       | 1:0  | —              | Отборочный матч чемпионата Европы по футболу 2012 |
| 45 | 11 октября 2011  | «Хосе Рико Перес», Аликанте, Испания                            | Испания           | 1:3  | —              | Отборочный матч чемпионата Европы по футболу 2012 |
| 46 | 11 ноября 2011   | «Антонис Пападопулос», Ларнака, Кипр                            | Кипр              | 2:1  | —              | Товарищеский матч                                 |
| 47 | 29 февраля 2012  | «Бонифика», Копер, Словения                                     | Словения          | 1:1  | —              | Товарищеский матч                                 |
| 48 | 27 мая 2012      | «Ивербанк Филд», Джэксонвилл, США                               | США               | 1:5  | —              | Товарищеский матч                                 |
| 49 | 15 августа 2012  | «Истер Роуд», Эдинбург, Шотландия                               | Австралия         | 3:1  | —              | Товарищеский матч                                 |
| 50 | 8 сентября 2012  | «Хэмпден Парк», Глазго, Шотландия                               | Сербия            | 0:0  | —              | Отборочный матч чемпионата мира по футболу 2014   |
| 51 | 11 сентября 2012 | «Хэмпден Парк», Глазго, Шотландия                               | Македония         | 1:1  | —              | Отборочный матч чемпионата мира по футболу 2014   |
| 52 | 12 октября 2012  | «Кардифф Сити», Кардифф, Уэльс                                  | Уэльс             | 1:2  | —              | Отборочный матч чемпионата мира по футболу 2014   |
| 53 | 16 октября 2012  | Стадион короля Бодуэна, Брюссель, Бельгия                       | Бельгия           | 0:2  | —              | Отборочный матч чемпионата мира по футболу 2014   |
| 54 | 22 марта 2013    | «Хэмпден Парк», Глазго, Шотландия                               | Уэльс             | 1:2  | —              | Отборочный матч чемпионата мира по футболу 2014   |
| 55 | 26 марта 2013    | «Караджордже», Нови-Сад, Сербия                                 | Сербия            | 0:2  | —              | Отборочный матч чемпионата мира по футболу 2014   |

Итого: 55 матчей / 2 гола; 18 побед, 12 ничьих, 25 поражений.

### Сводная статистика игр/голов за сборную
| Сборная          | Год              | Отборочные матчи ЧМ | Отборочные матчи ЧМ | Финальные матчи ЧМ | Финальные матчи ЧМ | Отборочные матчи ЧЕ | Отборочные матчи ЧЕ | Финальные матчи ЧЕ | Финальные матчи ЧЕ | Кубок наций | Кубок наций | Товарищеские матчи | Товарищеские матчи | Reunification Cup | Reunification Cup | Kirin Cup | Kirin Cup | Итого | Итого |
| Сборная          | Год              | Игры                | Голы                | Игры               | Голы               | Игры                | Голы                | Игры               | Голы               | Игры        | Голы        | Игры               | Голы               | Игры              | Голы              | Игры      | Голы      | Игры  | Голы  |
| ---------------- | ---------------- | ------------------- | ------------------- | ------------------ | ------------------ | ------------------- | ------------------- | ------------------ | ------------------ | ----------- | ----------- | ------------------ | ------------------ | ----------------- | ----------------- | --------- | --------- | ----- | ----- |
| Шотландия        | 2002             | —                   | —                   | —                  | —                  | —                   | —                   | —                  | —                  | —           | —           | 3                  | 0                  | 1                 | 0                 | —         | —         | 4     | 0     |
| Шотландия        | 2004             | 3                   | 0                   | —                  | —                  | —                   | —                   | —                  | —                  | —           | —           | 6                  | 1                  | —                 | —                 | —         | —         | 9     | 1     |
| Шотландия        | 2005             | 3                   | 0                   | —                  | —                  | —                   | —                   | —                  | —                  | —           | —           | 1                  | 0                  | —                 | —                 | —         | —         | 4     | 0     |
| Шотландия        | 2006             | —                   | —                   | —                  | —                  | 3                   | 1                   | —                  | —                  | —           | —           | 1                  | 0                  | —                 | —                 | 2         | 0         | 6     | 1     |
| Шотландия        | 2007             | —                   | —                   | —                  | —                  | —                   | —                   | —                  | —                  | —           | —           | 2                  | 0                  | —                 | —                 | —         | —         | 2     | 0     |
| Шотландия        | 2008             | 3                   | 0                   | —                  | —                  | —                   | —                   | —                  | —                  | —           | —           | 3                  | 0                  | —                 | —                 | —         | —         | 6     | 0     |
| Шотландия        | 2009             | 3                   | 0                   | —                  | —                  | —                   | —                   | —                  | —                  | —           | —           | 2                  | 0                  | —                 | —                 | —         | —         | 5     | 0     |
| Шотландия        | 2010             | —                   | —                   | —                  | —                  | 1                   | 0                   | —                  | —                  | —           | —           | 1                  | 0                  | —                 | —                 | —         | —         | 2     | 0     |
| Шотландия        | 2011             | —                   | —                   | —                  | —                  | 4                   | 0                   | —                  | —                  | 1           | 0           | 3                  | 0                  | —                 | —                 | —         | —         | 8     | 0     |
| Шотландия        | 2012             | 4                   | 0                   | —                  | —                  | —                   | —                   | —                  | —                  | —           | —           | 3                  | 0                  | —                 | —                 | —         | —         | 7     | 0     |
| Шотландия        | 2013             | 2                   | 0                   | —                  | —                  | —                   | —                   | —                  | —                  | —           | —           | —                  | —                  | —                 | —                 | —         | —         | 2     | 0     |
| Всего за карьеру | Всего за карьеру | 18                  | 0                   | 0                  | 0                  | 8                   | 1                   | 0                  | 0                  | 1           | 0           | 25                 | 1                  | 1                 | 0                 | 2         | 0         | 55    | 2     |

## Личная жизнь
Брат Гэри, Стивен, также профессиональный футболист.

## Достижения

### В качестве игрока
«Хиберниан»
- Финалист Кубка шотландской лиги: 2003/04

 «Селтик»
- Чемпион Шотландии (2): 2006/07, 2007/2008
- Обладатель Кубка Шотландии: 2008/09
- Обладатель Кубка шотландской лиги: 2008/09

 Сборная Шотландии
- Серебряный призёр Кубка наций: 2011

### В качестве тренера
Уиган Атлетик
- Победитель Первой Футбольной лиги (1): 2015/16

### Личные достижения
- Игрок года по версии Шотландской ассоциации футбольных журналистов: 2009
- Лучший игрок шотландской Премьер-лиги: 2009